# Nathalie Hagman
Nathalie Mari Hagman, född 19 juli 1991 i Farsta, är en svensk handbollsspelare. Hon är vänsterhänt och spelar i anfall som högersexa eller högernia.

## Handbollskarriär

### Klubblagsspel
Nathalie Hagman började sin karriär i BK Söders flicklag och spelade där fram till och med säsongen 2006/2007. Säsongen 2007/2008 bytte hon lag till Skuru IK och debuterade som seniorspelare för Nacka HK, Skuru IK:s farmarlag, i division 1. Våren 2008 vann hon Flick-SM med Skuru IK:s A-flickor. Hösten 2008 debuterade hon i Skuru IK:s A-lag i Elitserien under lagets säsongspremiär mot Skövde HF. Hon fick mycket speltid resten av säsongen och noterades sammanlagt för 107 mål i Elitseriens grundserie innan Skuru åkte ur SM-slutspelet i kvartsfinalen. Under våren 2009 blev hon svensk juniormästare. Efter säsongen 2008/2009 blev Hagman utsedd till Årets komet 2009 och var då den yngsta spelaren i historien som blivit det. 2010/2011 vann hon skytteligan då hon spelade för Skuru IK.
I maj 2011 skrev hon på ett tvåårskontrakt med Lugi HF. Hösten 2011 i Lugi var hon strålande bra i klubblaget och det kom som en överraskning då hon petades inför VM i Brasilien 2011. Hagman vann skytteligan även 2011/2012 men nu representerande Lugi. Ändå ville Per Johansson ha en kantspelare som en "arbetshäst inte en cirkushäst". Det blev ett klassiskt citat. Hon var med och förde Lugi till två SM-finaler under sina år i klubben. Hon drabbades dock av ett bakslag 2012 då hon korsbandsskadades i slutspelet. Hon missade därför OS i London. Hon återkom i spel säsongen 2013/2014 och även detta år vann hon skytteligan. Lugi lyckades däremot inte ta sig till SM Final utan Skuru vann semifinalen med 3-2 i matcher
Säsongen 2014/2015 blev Hagman proffs i det danska laget Team Tvis Holstebro. Hon spelade där tillsammans med Jamina Roberts, Linn Blohm och flera danska landslagsstjärnor. Det gick bra för klubben under dessa år men man lyckades inte vinna den danska titeln. Däremot vann man titlar i de europeiska cuperna. Klubben vann Cup Vinnarcupen 2015/2016 och  Hagman bidrog genom att vinna skytteligan i cupen och göra 23 mål i finalen (två matcher) mot Lada Togliatti. Hagman spelade i klubblaget som högernia alternerande med högersexa. Hagman blev en stor stjärna i den danska ligan. Säsongen 2015/2016 valdes Hagman till Årets spelare i Danmark och även till  Årets handbollsspelare i Sverige. Tvis Holstebro drabbades  av ekonomiska svårigheter och många stjärnspelare lämnade klubben. Hagman valde att spela för Nyköping Falster och återförenades med sina lagkamrater Johanna och Emelie Westberg från Skuru och med Kristina Kristiansen från Tvis Holstebro.
Efter bara ett år i Nyköping Falster där Hagman våren 2017 blev dansk mästare lämnade hon för CSM Bukaresti i Rumänien där också Bella Gulldén (till 2018) och Sabina Jacobsen spelade. Tiden i CSM Bucaresti har präglats av snabba tränarbyten och brist på kontinuitet. Hagman har fått lite speltid och uteslutande som högersexa. Det var därför inte någon överraskning att Hagman lämnade klubben 2019. Säsongen 2019-2020 är hon åter i Danmark och spelar för Odense. Sejouren i Odense blir bara ettårig och Hagman får leta ny klubb. Hon började 2020 spela för den franska klubben Nantes Atlantique. Första säsongen hon spelade i klubben, vann hon tillsammans med laget EHF European League. 
Sedan sommaren 2023 har hon kontrakt med rumänska SCM Râmnicu Vâlcea. Säsongen 2025/2026 spelar Hagman för Győri ETO KC.

### Landslagsspel
Hagman har gjort 43 mål under 16 landskamper för J-landslaget och 173 mål under 28 landskamper för U-landslaget (flest av en svensk U-landslagsspelare någonsin).
2009 debuterade hon för Sveriges A-landslag i en trenationsturneringen i Miskolc i Ungern, som en av de yngsta debutanterna genom tiderna. Förbundskaptenen Per Johansson bjöd på en skräll när han tog ut den bara 17-åriga Hagman till kvalmatcherna mot Montenegro inför VM 2009. Sverige vann kvalmatcherna och kvalificerade sig till VM 2009 i Kina i november samma år.
Hagman fick vänta på mästerskapsdebuten till EM 2010. Det blev EM-silver med svenska damlandslaget. Sen dröjde det p.g.a. petningar och skador och det misslyckade kvalet till VM 2013 till EM 2014 innan Hagman fick spela nästa mästerskap. Det blev ett genombrott för Hagman internationellt. Sverige tog bronsmedaljerna och Hagmans kontringar och kantspel var bidragande. Framför allt matchen mot Frankrike som vanns med 29-26 och där Hagman gjorde sju mål. VM 2015 blev en besvikelse med andra plats i gruppen och respass mot värdlandet Danmark i åttondelen. 2016 var det dags för Hagmans premiär i OS i Rio. För svenska landslaget blev det ingen succé utan respass i kvartsfinalen mot mardrömsmotståndarna Norge. För Hagman personligen bättre då hon blev uttagen i All star team i OS-turneringen. Hemma EM i Sverige 2016 blev ett misslyckande för Sverige som förlorade tre raka matcher i mellanrundan mot Holland, Frankrike och Tyskland. I VM 2017 i Tyskland tog sig Sverige till semifinal som dock förlorades med 22-24 till Frankrike som senare vann VM-finalen mot Norge. Natalie Hagman blev lite överraskande åter uttagen i All Star Team som högersexa i VM 2017. I EM 2018 i Frankrike gjorde Hagman en rätt blek insats. I första matchen mot Danmark gjorde hon 7 mål på åtta skott. Men missen var en straff efter speltidens slut som betydde förlust 29-30 mot Danmark. Sen var det en rad bleka insatser till matchen Sverige-Ryssland då Hagman med sjutton mål tangerade målrekordet i EM. Hagman placerade sig som 7:a i skytteligan i EM 2018. VM-turneringen 2019 i Japan blev en turnering där Hagman blandade bra prestationer med sämre. Avsaknaden av speltid och bristande målform är tydlig. Även i EM 2020 i Danmark presterade inte Hagman på topp och hon blev inte uttagen till OS-kvalet i mars 2021. Inför OS blev hon återigen uttagen.
I VM 2021 i Spanien slog hon det gamla rekordet för flest gjorda mål i en handbollslandskamp för Sverige. Hon hade även det gamla rekordet med 17 mål, men gjorde nu 19 i match mot Puerto Rico. Hon tangerade senare under VM sitt eget rekord i match mot Kazakstan. Hon vann sen skytteligan med 71 gjorda mål.
Vid VM 2023 blev hon uttagen i All Star Team som bästa högersexa.

## Privatliv
Nathalie Hagman studerade Idrottsprogrammet på Farsta gymnasium och har en tvillingsyster, Gabrielle Hagman, som är en minut äldre och som hon har spelat tillsammans med i elitserien i Skuru IK.